# Selfie
Selfie este o fotografie autoportret, realizată digital, cel mai des pentru a fi postată pe rețele de socializare. Cuvântul (de origine engleză) selfie a fost declarat de către Oxford English Dictionary, în noiembrie 2013, ca fiind cuvântul anului.
Fotografiile etichetate ca fiind selfie au, în general, caracteristicile:
- apare și brațul persoanei (și chiar și aparatul foto sau telefonul mobil, dacă poza estă făcută în oglindă)
- calitatea pozei poate fi îndoielnică;
- apar elemente de tip personal: tatuaje, piercing-uri, accesorii stridente (cercei, ruj), mușchi mai dezvoltați, animale de companie.

Pentru realizarea unor poze mai bune, practicanții de selfie recurg și la utilizarea de selfie stick-uri⁠(en)[traduceți].
Amploarea „fenomenului selfie” a dus la aceea că unele persoane chiar și-au pierdut viața în timp ce încercau să-și facă selfie.

## Istoric
Fotograful american Robert Corneliusun pionier american în fotografie, a produs o Daghereotipie al lui însuși, care a ajuns ca una dintre primele fotografii ale unei persoane,  în 1839, iar astronautul american Buzz Aldrin a făcut primul „selfie” din spațiu, în 1966.

## Studii sociologice
Conform unor studii efectuate de Brigham Young University, persoanele care își fac selfie-uri în mod frecvent pot fi împărțite în trei categorii:
- comunicatorii: persoane care își distribuie fotografiile pentru a provoca dezbateri ca formă de socializare;
- vanitoșii: persoane obsedate de propria imagine și pe care și-o controlează frecvent;
- autorii de biografii: persoane care vor să studieze cum evoluează în timp, selfie-urile fiind pentru acestea o formă de auto-descoperire.